# Still Rocking
Still Rocking è un album pubblicato da Graziano Romani nel 2023 composto da inediti in lingua inglese oltre alla reinterpretazione del brano No Reason to Cry di Tom Petty.

## Tracce
1. My Starless Sky – 4:19
2. Kozmic Pendulum – 4:42
3. Land of Plenty and Sin – 3:35
4. It's Never Really Over – 4:47
5. Right from Wrong – 4:10
6. This Guy Lucifer – 3:37
7. Pure Lovin' – 3:24
8. No Reason to Cry – 3:56 (Tom Petty)
9. Wounds and Scars – 4:05
10. Summer's Almost Gone – 3:35
11. Truth Is Told – 4:14

## Formazione
- Graziano Romani - voce, chitarra acustica, chitarra elettrica, chitarra 12 corde, cori, armonica a bocca
- Max Marmiroli - sax, percussioni, flauto, cori
- Franco Borghi - pianoforte, organo
- Nick Bertolani - batteria
- Follon Brown - chitarra elettrica
- Lele Cavalli - basso, chitarra 12 corde